# شهرستان نلسون (کنتاکی)
شهرستان نلسن، کنتاکی (به انگلیسی: Nelson County, Kentucky) یک منطقهٔ مسکونی در ایالات متحده آمریکا است که در کنتاکی واقع شده‌است.